# Tomicodon zebra
Tomicodon zebra är en fiskart som först beskrevs av Jordan och Gilbert 1882.  Tomicodon zebra ingår i släktet Tomicodon och familjen dubbelsugarfiskar. IUCN kategoriserar arten globalt som livskraftig. Inga underarter finns listade i Catalogue of Life.